# Mount Shideler
Mount Shideler är ett berg i Antarktis. Det ligger i Västantarktis. Nya Zeeland gör anspråk på området. Toppen på Mount Shideler är 652 meter över havet.
Terrängen runt Mount Shideler är lite kuperad. Trakten är obefolkad. Det finns inga samhällen i närheten.